# Toporzyszczewo Stare
Toporzyszczewo Stare (do roku 2007 Toporzyszczewo-Folwark) – wieś w Polsce położona w województwie kujawsko-pomorskim, w powiecie aleksandrowskim, w gminie Bądkowo.

## Podział administracyjny
W latach 1975–1998 miejscowość administracyjnie należała do województwa włocławskiego.

## Poprzednia nazwa
Do 2007 roku wieś nosiła nazwę Toporzyszczewo-Folwark.